# Nozu Michitsura
Markies  Nozu Michitsura (Japans: 野津 道貫) (Kagoshima, 17 december 1840 - Tokio, 18 oktober 1908) was een Japans veldmaarschalk.

## Familie
Nozu was de zoon van een samoerai van het Satsuma Domein. Hij leerde zwaardvechten van Yakumaru Kaneyoshi. Hij trouwde met de jongere zus van collega generaal Takashima Tomonosuke.

## Boshin-oorlog en carrière
In de Boshin-oorlog hielp hij de Meiji-restauratie in de slag bij Toba-Fushimi, de slag bij Aizu en de slag bij Hakodate.
Na die oorlog trok Nozu naar Tokio. In maart 1871 werd hij majoor in de 2e brigade van het nieuwe Japans Keizerlijk Leger. In augustus 1872 werd hij luitenant-kolonel en in januari 1874 kolonel en stafchef van de Japanse Keizerlijke Wacht.

## Philadephia en Satsuma-opstand
Van juli tot oktober 1876 reisde Nozu naar de Centennial Exposition te Philadelphia, Verenigde Staten. Na zijn terugkeer moest hij tegen zijn clangenoten vechten in de Satsuma-opstand. In februari 1877 werd Nozu stafchef van de 2e brigade te Bungo, Kyushu.

## Reis door Europa
In november 1878 werd Nozu generaal-majoor en commandant van het militair district Tokio.
In februari 1884 vergezelde Nozu de minister van oorlog Oyama Iwao een jaar lang in Europa om westerse legers te bestuderen. In juli 1884 verhief Keizer Meiji Nozu tot danshaku baron in het kazoku stelsel.

## Attaché te Beijing
Van februari tot april 1885 ging Nozu als militair attaché bij de Qing-dynastie naar Beijing. Bij zijn terugkeer in mei 1885 werd hij luitenant-generaal en commandant van het militair district Hiroshima.

## Chinees-Japanse Oorlog
In mei 1888 werd het Japans Leger op aanraden van de Pruisische O-yatoi gaikokujin Jacob Meckel  gereorganiseerd in divisies en Nozu kreeg het bevel over de 5e divisie. Hij vocht hiermee in 1894 in de Slag bij Pyongyang van de Eerste Chinees-Japanse Oorlog.
In maart 1895 werd Nozu generaal en verving hij generaal Yamagata Aritomo als opperbevelhebber van het 1e Japans Leger in Mantsjoerije. In augustus 1895 werd hij graaf (hakushaku).
Na die oorlog werd Nozu commandant van de Japanse Keizerlijke Wacht, hoofdinspecteur van de militaire opleiding en militair raadgever.

## Russisch-Japanse Oorlog
Bij uitbraak van de Russisch-Japanse Oorlog kreeg Nozu het bevel over het 4e Leger, dat vocht in de slag bij Mukden. In januari 1906, na de oorlog, werd hij veldmaarschalk.
Vanaf september 1907 werd Nozu lid van het Hogerhuis van de Kokkai. In 1907 werd hij markies koshaku.
Nozu ontving de Orde van de Gouden Wouw en het grootlint van de hoogste Chrysanthemumorde.

## Militaire loopbaan
- Majoor (少佐 Shōsa): 8 maart 1871
- Luitenant-kolonel (中佐 Chūsa]): augustus 1872
- Kolonel (大佐 Taisa): januari 1874
- Generaal-majoor (少将 Shōshō): november 1878
- Luitenant-generaal (中将 Chūjō): mei 1885
- Generaal (大将 Taishō): maart 1895
- Veldmaarschalk (元帥 Gensui): januari 1906

## Decoraties
- Graaf (Hakushaku) in augustus 1895
- Burggraaf (Shishaku)
- Markies (Koshaku) in 1907
- Grootkruis in de Orde van de Gouden Wouw
- Chrysanthemumorde